# Санта-Леокадия (Табуасу)
Санта-Леокадия (порт. Santa Leocádia) — район (фрегезия) в Португалии, входит в округ Визеу. Является составной частью муниципалитета Табуасу. По старому административному делению входил в провинцию Траз-уж-Монтиш и Алту-Дору. Входит в экономико-статистический субрегион Доуру, который входит в Северный регион. В 2001 году население составляло 134 человека. Занимает площадь 2,99 км².